# Шарль-Едуар Бутібонн
Шарль-Едуар Бутібонн (фр. Charles-Édouard Boutibonne; 8 липня 1816, Пешт — 7 лютого 1897, Вільдерсвіль) — французький художник, представник академізму.

## Біографія
Шарль Бутібонн народився в Будапешті у французькій родині. Навчався у Віденській академії мистецтв у Фрідріха Амерлінга, а з 1837 року — в Парижі в Ашіля Деверіа, а згодом став учнем і другом Франца Ксавера Вінтергальтера.
З 1839 року Бутібонн знову деякий час працював у Відні. 1854 року здійснив подорож до Англії, де провів два роки. Там написав портрети королеви Вікторії, принца-консорта Альберта Саксен-Кобург-Готського та інших членів королівської родини. 
З 1885 року Бутібонн мешкав переважно у швейцарському Вільдерсвілі, де і помер у 1897 році.

## Творчість
Шарль Бутібонн відомий як автор, насамперед, жанрових сцен, але писав також портрети, історичні та міфологічні полотна. Так у 1838 році Бутібонн написав портрет Ференца Ліста. У 1850-х роках досяг визнання як придворний портретист Наполеона ІІІ. Портрети Наполеона ІІІ та його дружини імператриці Євгенії зберігаються в колекції Королівської академії мистецтв.
У 1860-х роках був постійним учасником  Паризького салону. Як і його вчитель Вінтергальтер, Бутібонн став авторитетним портретистом у вищому світі, особливо в Парижі Другої імперії. В останні роки життя зосередився на малюванні пастеллю. Його роботи експонуються в музеях Франції, Великої Британії, Швейцарії, Угорщини, Німеччини, США.

## Галерея

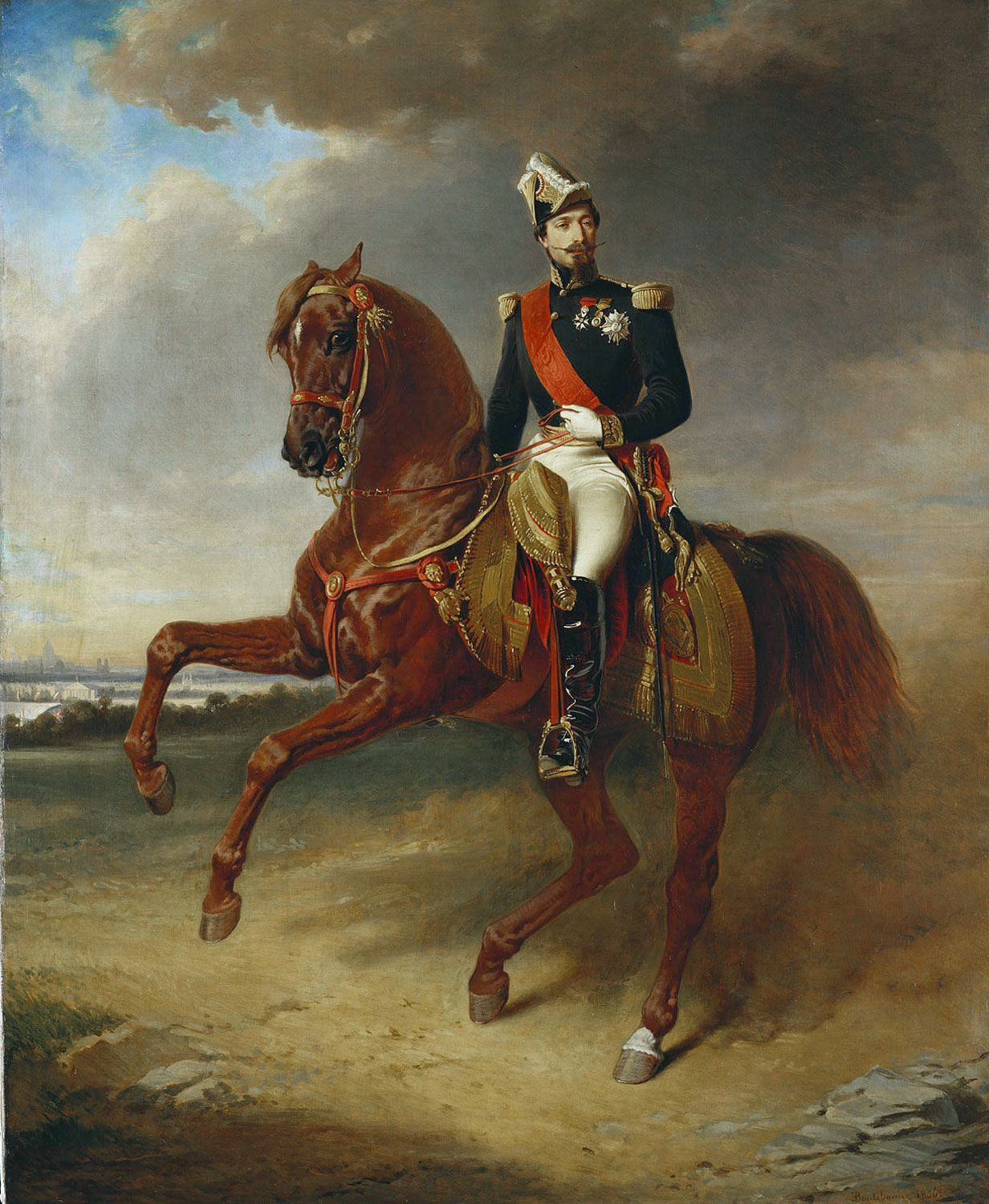
«Портрет Наполеона ІІІ, імператора Франції» (1856)
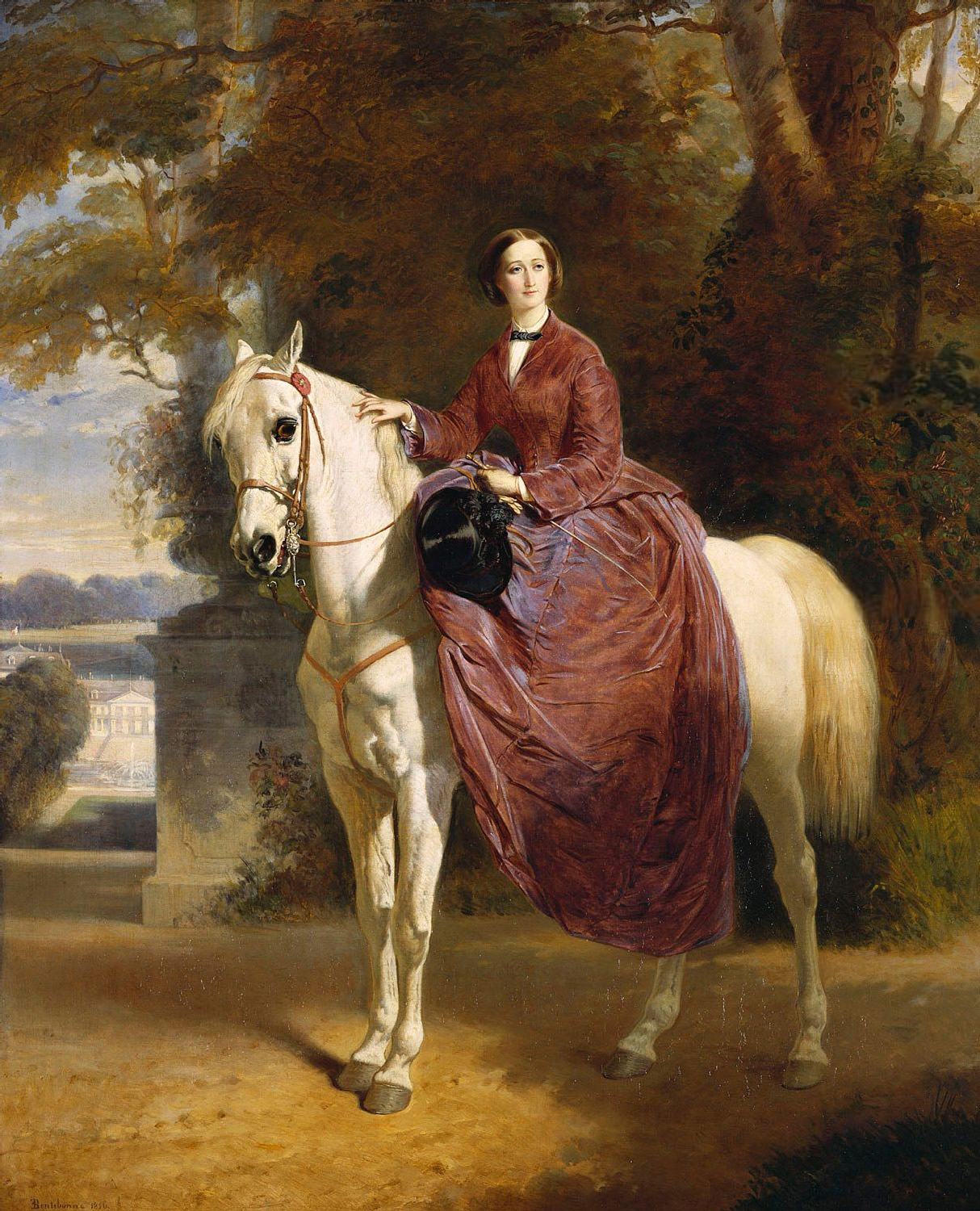
«Імператриця Франції Євгенія верхи» (1856)
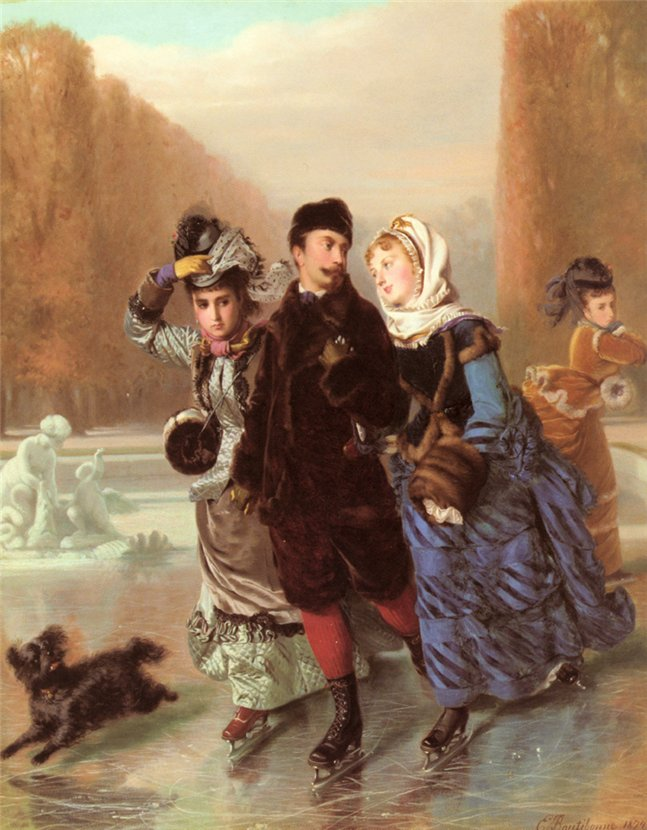
«Перевага» (1874)
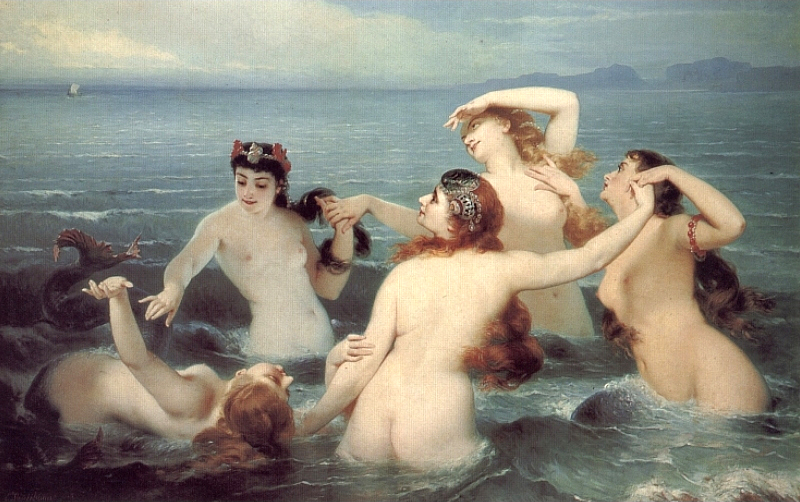
«Сирени» (1883)